# Jun Tanaka
Jun Tanaka (田中 淳 Tanaka Jun?), född 1 september 1983 i Saitama prefektur, är en japansk före detta fotbollsspelare.
Tanaka började sin karriär 2006 i Thespa Kusatsu. Han spelade 170 ligamatcher för klubben. Efter Thespa Kusatsu spelade han för Tonan Maebashi. Han avslutade karriären 2013.